# Knusper!

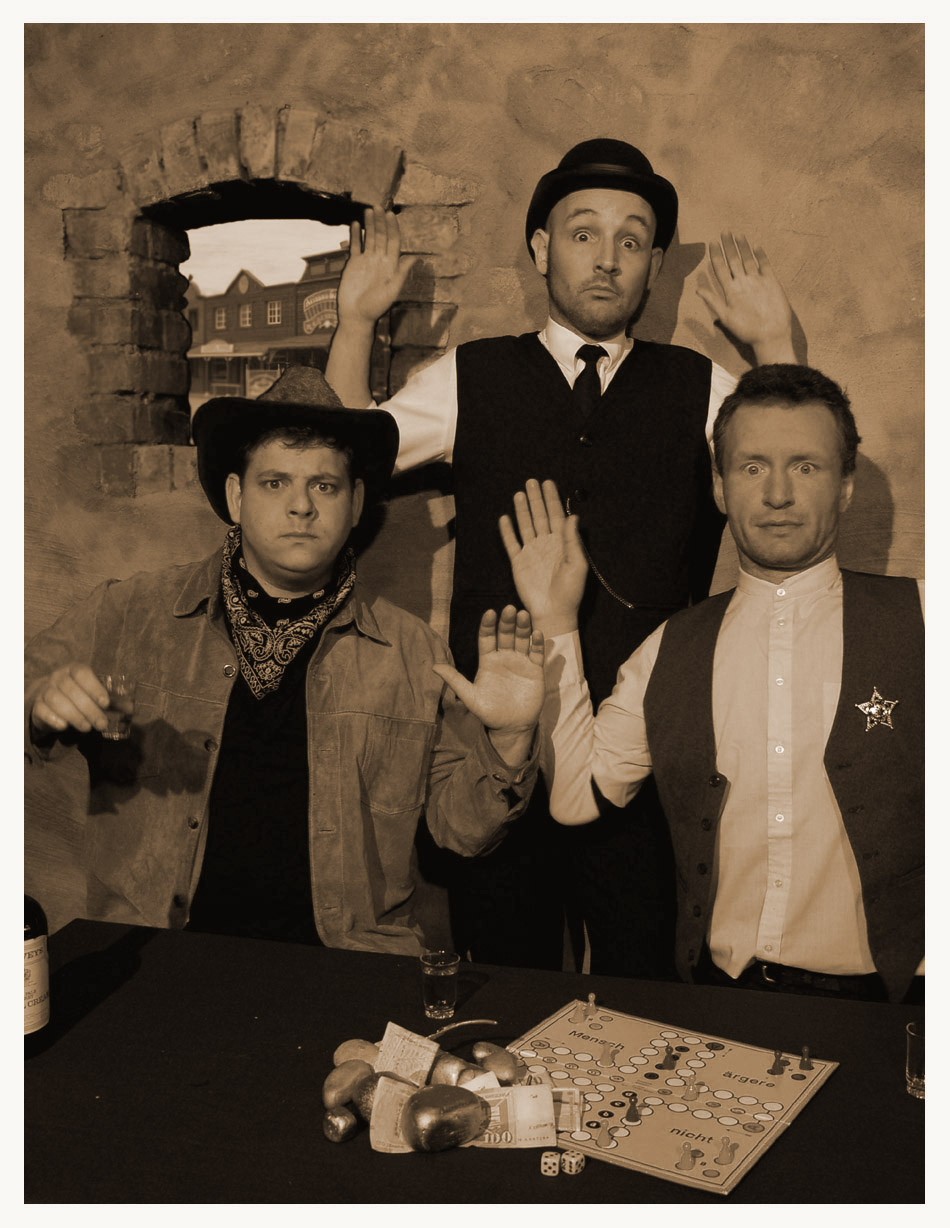
Die 3 Glorreichen sieben

KNUSPER! ist ein deutsches Comedy-Trio aus Gießen.

## Geschichte
Im Jahre 2001 formierten sich Guido Schmidt, Patrik Walter und Peter Kulla zu dem Comedy-Ensemble KNUSPER! Die Drei arbeiteten zu dieser Zeit bereits mehrere Jahre als Mitglieder der Russian Penguin Show, einem mehrmals monatlich stattfindenden Improvisations-Comedy-Theater im Musik- und Kunstverein Gießen, in deren Rahmen sie sich ihr Handwerkszeug im Bereich komödiantischer Ausdrucksmittel und kabarettistischer Kniffe aneignen konnten. 
Im weiteren Verlauf entwickelte sich bei KNUSPER! daraus ein ganz eigener, Stil aus Comedy, Kabarett, Musik, Slapstick und Parodien.
KNUSPER! tourte mit einem Kurzprogramm durch diverse Häuser, bis sie bei einem Auftritt im Hofgarten Aschaffenburg von Urban Priol ermutigt wurden, ein abendfüllendes Programm zu entwickeln. Das erste Programm … als wären wir nie weg gewesen hatte Anfang 2002 seine Premiere.
Dies war der Startschuss für die überregionale Präsenz von KNUSPER!. Durch ihre Arbeit beim Hessischen Rundfunk und im Haus der Springmaus lernte die Gruppe 2004 Anka Zink kennen, die beim zweiten KNUSPER-Programm Auf vielfachen Wunsch, das im März 2005 in der Springmaus uraufgeführt wurde, Regie führte.
Am 30. November 2007 feierte das dritte Programm Die 3 Glorreichen sieben im Mainzer unterhaus seine erfolgreiche Premiere.
Am 8. April 2009 gaben KNUSPER! auf ihrer Homepage die Auflösung des Ensembles bekannt und mit einer zweieinhalbstündigen Best-Of-Show vor ausverkaufter Halle verabschiedete sich das Trio im November 2009 von der Bühne.

## Programme
- 2002: … als wären wir nie weg gewesen (Regie: Kulla, Schmidt, Walter)
- 2005: Auf vielfachen Wunsch (Regie: Anka Zink)
- 2007: Die 3 Glorreichen sieben (Regie: Kulla, Schmidt, Walter)

## Preise und Auszeichnungen
- 2004: Nominierung zur St. Ingberter Pfanne
- 2004: 2. Preis beim StuStaCulum Festival, München
- 2005: Hölzerner „Stuttgarter Besen“ (Renitenz-Theater, Stuttgart)
- 2005: Publikumsliebling des Lindener-Spezialclubs, Hannover
- 2006: Kleinkunstpreis „Emser Pastillchen für 2 Stimmbänder“, Bad Ems
- 2007: 2. Preis bei der „Böblinger Mechthild“, Böblingen

## Fernsehen
- WDR Fernsehen: Stratmanns
- hr-fernsehen:  Lachen mit Lars
- Bayerisches Fernsehen:  Ottis Schlachthof
- ZDF: Pisa der Ländertest

Ferner konnte man Ausschnitte aus den Programmen im Ersten, im SWR Fernsehen, bei 3sat und auf VOX sehen.